# جيلكو بولياك
جيلكو بولياك (بالكرواتية: Željko Poljak) مواليد 29 أبريل 1959، هو لاعب كرة سلة كرواتي سابق. حقق المركز الثاني في بطولة أمم أوروبا لكرة السلة 1981. اعتزل اللعب في 1995. لعب مع نادي زغرب لكرة السلة في الدوري الكرواتي لكرة السلة الدرجة الأولى.

## سجل المنافسة
شارك في المنافسات التالية:
- بطولة أمم أوروبا لكرة السلة 1981
- بطولة أمم أوروبا لكرة السلة 1983

## الميداليات
| الميدالية | المسابقة                         |
| --------- | -------------------------------- |
| فضية      | بطولة أمم أوروبا لكرة السلة 1981 |

## روابط خارجية
- جيلكو بولياك على موقع الاتحاد الدولي لكرة السلة (الإنجليزية)
- جيلكو بولياك على موقع بروبوليرز (الإنجليزية)